# Custer
«Custer» — песня американской ню-метал группы Slipknot. Песня была выпущена как цифровой сингл 10 октября 2014 на сайте группы.

## Описание
Песня начинается с разговора в студии между участниками о ритме мелодии. Песня содержит случайные сигналы высокого тона, из-за чего она напоминает звучание дебютного альбома, а Кори читает текст песни в манере диктора радио.
Metal Hammer описал песню, как «Surfacing 2015», сыгранной в стиле groove, которая горит и пылает злом и яростью.

## Факты
- За всю длительность (4:14) в тексте песни слова «Fuck» и от него производные встречаются 58 раз. Это одна из самых нецензурных песен группы.
- Песня названа фамилией Джорджа Армстронга Кастера — американского офицера, прославившегося необдуманностью действий и безразличием к потерям. Это отражается в тексте песни — лирический герой невероятно эгоистичен, жесток и груб, но при этом страдает от всего внешнего мира.

## Участники записи
- (#0) Сид Уилсон — диджей
- (#3) Крис Фен — перкуссия, бэк-вокал
- (#4) Джим Рут — гитара
- (#5) Крэйг Джонс — семплинг
- (#6) Шон Крэхан — перкуссия, бэк-вокал
- (#7) Мик Томпсон — гитара
- (#8) Кори Тейлор — вокал
- Алессандро Вентурелла — бас-гитара
- Джей Вайнберг — ударные